# 사랑해 당신을 (1990년 드라마)
《사랑해 당신을》은 1990년 4월 30일부터 같은 해 10월 12일까지 방영된 MBC 아침드라마로, 신혼, 40대, 노인부부 등 3대에 걸친 가정을 무대로 일상의 에피소드를 그린다.
이 드라마를 통해 MBC에서는 1983년 《새댁》 이후 7년 만에 아침드라마가 재개되었으며, 극중 신혼부부로 나온 김영철과 김희애가 1990년 KBS 사태 뒤 해당 작품을 통해 MBC로 무대를 옮겼다.

## 출연
- 최불암
- 여운계
- 김영철
- 김희애
- 강인덕
- 김해숙
- 김형자
- 이상숙
- 견미리
- 문회원
- 변소정